# Bernhard Scholz
Bernhard Scholz (født 30. marts 1835, død 26. december 1916) var en tysk musiker
Scholz, der var elev af den fremragende teorilærer Dehn i Berlin, blev en tid lang kapelmester ved operaen i Hannover og overtog 1883 ledelsen af det ansete Hochske konservatorium i Frankfurt a.M., hvilken stilling han beklædte til 1908.
Scholz, der også optrådte som klaverspiller, var en musiker af udpræget konservativ retning. Han har komponeret en lang
række værker, operaer, klaverkoncert, et par symfonier og nogle kammermusikstykker m. m.
Han har videre bearbejdet og udgivet Dehns, i manuskript efterladte, lærebog om kontrapunkt og fuga, og selv forfattet teoretiske skrifter samt udgivet memoirer, Verklungene Weisen (1911).